# Seschseschet Idut
Seschseschet Idut war eine altägyptische Prinzessin am Übergang von der 5. zur 6. Dynastie. Sie war eine Tochter von Pharao Unas und trug den Titel einer leiblichen Königstochter.

## Herkunft und Familie
Seschseschet war eine Tochter von Pharao Unas, dem neunten und letzten Herrscher der 5. Dynastie. Unas hatte zwei königliche Gemahlinnen: Nebet und Chenut. Welche der beiden die Mutter der Seschseschet war, ist unbekannt. Mehrere Geschwister oder Halbgeschwister von Seschseschet sind bekannt: Ihr Bruder Unasanch und ein weiterer Bruder, dessen Name nicht überliefert ist, sowie ihre Schwestern Chentkaus, Hemetre Hemi und Iput I. (die spätere Gemahlin von Pharao Teti). Mögliche weitere Schwestern waren Neferetkaus Iku und Neferut.

## Grabstätte
Seschseschet wurde in einer Mastaba nahe der Unas-Pyramide in Sakkara beigesetzt. Dieses Grab war ursprünglich für den Obersten Richter und Wesir Ihi errichtet worden und wurde von Seschseschet usurpiert. In der Grabkammer wurden der ursprünglich für Ihi gedachte Sarkophag sowie Reste von Wandbemalung entdeckt. Die Grabkapelle besteht aus fünf Räumen mit Reliefdekor.